# Ramanattukara
Ramanattukara (malabar: രാമനാട്ടുകര) es una ciudad del estado indio de Kerala perteneciente al distrito de Kozhikode.
En 2011, el municipio que forma la ciudad tenía una población de 35 937 habitantes.
Originalmente era una localidad rural que tomó su topónimo en honor a Rama. En el siglo XX se desarrolló como una pequeña villa que servía de centro comercial para los pueblos de alrededor, creciendo notablemente en sus últimas décadas por su proximidad a Calicut. Adoptó estatus municipal en la década de 2010.
Se ubica en la periferia suroriental de Calicut, separada de la capital distrital por el río Chaliyar, en la salida del área urbana por la carretera 66 que lleva a Cochín. Al sureste sale la carretera 966, que lleva a Palakkad.